# Agen
Agen (latinsko Aginnum) je mesto in občina v jugozahodni francoski regiji Novi Akvitaniji, prefektura departmaja Lot-et-Garonne. Leta 2011 je mesto imelo 33.620 prebivalcev.

## Geografija
Agen leži v jugozahodni Franciji ob desnem bregu reke Garone, med Toulousom (107 km) in Bordeauxom (132 km). Skozi mesto poteka vodni kanal Canal de Garonne, ki povezuje mesti Toulouse in Bordeaux in skupaj s Južnim kanalom tvori Canal des deux Mers (Kanal dveh morij - Sredozemskega in Atlantika). 3 km jugozahodno od mesta se nahaja njegovo letališče Agen - La Garenne.

## Administracija
Agen je sedež petih kantonov:
- Kanton Agen-Center (del občine Agen),
- Kanton Agen-Jugovzhod (del občine Agen, občini Boé, Bon-Encontre),
- Kanton Agen-Sever (del občine Agen, občine Colayrac-Saint-Cirq, Foulayronnes, Saint-Hilaire-de-Lusignan),
- Kanton Agen-Severovzhod (del občine Agen, občini Bajamont, Pont-du-Casse),
- Kanton Agen-Zahod (del občine Agen, občina Le Passage).

Mesto je prav tako sedež okrožja, v katerega so poleg njegovih vključeni še kantoni Astaffort, Beauville, Laplume, Laroque-Timbaut, Port-Sainte-Marie, Prayssas in Puymirol s 118.334 prebivalci.

## Zgodovina
Kraj je bil za časa rimske Galije glavno mesto keltskega plemena Nitiobrogov. V 4. stoletju je postal sedež škofije, v 11. stoletju pa je bila v njem povzdignjena katedrala sv. Capraisa. Med stoletno vojno je trikrat menjal vladarje, leta 1453 pa dokončno postal del Francije.

## Znamenitosti
- Stolnica Saint-Caprais d'Agen, postavljena v 12. stoletju na mestu nekdanje bazilike iz 6. stoletja,
- Cerkev Notre-Dame des Jacobins, ostanek nekdanjega dominikanskega samostana iz 13. stoletja,
- akvedukt Pont-canal d'Agen, del vodnega kanala Canal de Garonne, zgrajenega v 19 stoletju,
- Muzej lepih umetnosti, ustanovljen 1876.

## Pobratena mesta
- Corpus Christi (Teksas, ZDA),
- Dinslaken (Nemčija),
- Llanelli (Wales, Združeno kraljestvo),
- Toledo (Španija),
- Touapse (Rusija).